# Margareth Abraham
Margareth Aleida Abraham (Curaçao, 11 juni 1945 - nabij Saint Croix, 2 mei 1970) was een Curaçaos stewardess van de Antilliaanse Luchtvaart Maatschappij (ALM), die op 24-jarige leeftijd tijdens een noodlanding om het leven kwam. Haar moed en kalmte onder extreme omstandigheden hebben haar gemaakt tot een heldin in de Antilliaanse luchtvaartgeschiedenis.

## Biografie
Margareth Abraham werd geboren op 11 juni 1945 op Curaçao, als het jongste kind van vijf. Samen met haar tweelingbroer Carol groeide ze op in een warm, hecht gezin. Na het behalen van haar mulodiploma in 1967 koos ze voor een loopbaan als stewardess bij de ALM.

### Vlucht ONA/ALM 980

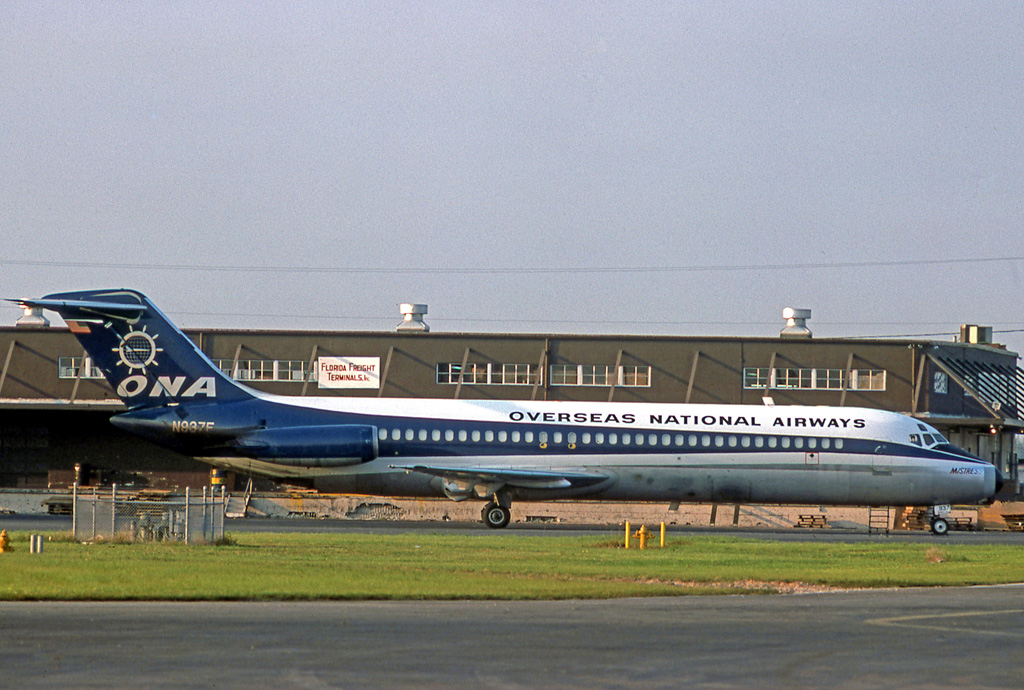
Toestel type Douglas DC-9-33CF van ONA, vergelijkbaar met het door de ALM gehuurde toestel.

Op 2 mei 1970 had Abraham dienst als lid van het cabinepersoneel op ALM vlucht 980 van New York (JFK) naar Sint Maarten. Het DC‑9-33CF toestel, genaamd 'Carib Queen', was ingehuurd van de Amerikaanse luchtvaartmaatschappij Overseas National Airways (ONA). Aan boord waren 57 passagiers en 6 bemanningsleden.
Door zware wind en mist mislukten meerdere landingspogingen op Prinses Juliana Luchthaven (SXM), waarna de kapitein besloot uit te wijken naar Saint Croix. Tijdens deze vlucht raakte de benzine vrijwel op en werd een noodlanding op zee onvermijdelijk. Margareth Abraham bleef heldhaftig in haar optreden; volgens ooggetuigen hielp zij passagiers met het aantrekken van hun reddingsvesten en begeleidde ze hen naar de uitgang, ook toen de cockpitzone instortte door de harde klap van het vliegtuig op het water. Abraham, die hulp bleef bieden tot het einde, overleefde de crash niet.
In totaal overleefden 43 personen de vliegramp; 23 mensen vonden de dood, waaronder Margareth Abraham.

### Persoonlijk
Margareth Abraham was verloofd met Robby Schouten en zou op 15 juni 1970 gaan trouwen. Haar overlijden kwam slechts enkele weken voor hun geplande huwelijksdag.

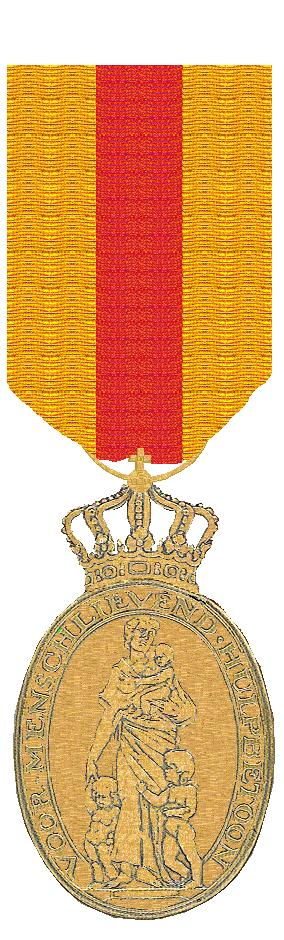
Erepenning

## Eerbetoon
Margareth Abraham wordt in de Nederlandse Cariben herinnerd als een symbool van moed en opoffering. In de aankomsthal van de Curaçao International Airport werd in 1972 een bronzen gedenkplaat onthuld, geschonken door de Verenigde Staten. De locatie rond de luchthaventerminal werd in 1990 officieel omgedoopt tot Plasa Margareth Abraham. In 2024 werd vervolgens de gevel van de terminal verrijkt met een muurschildering met haar beeltenis. In 2020 ontving Abraham postuum de Zilveren Erepenning voor Menslievend Hulpbetoon, een van de hoogste civiele onderscheidingen voor moed binnen het Koninkrijk.